# Bloch MB.175

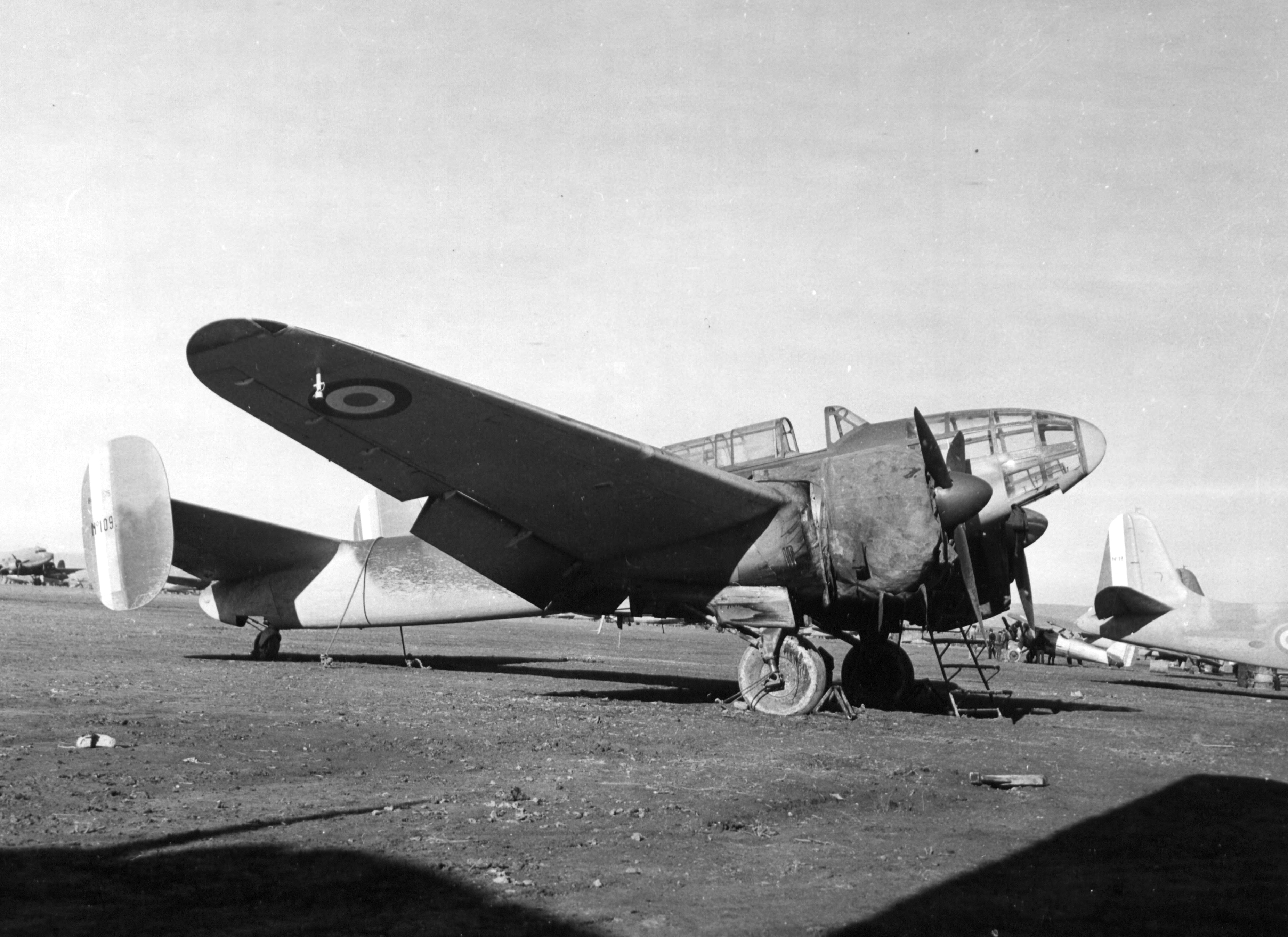
Bloch MB.175

De Bloch MB.175 is een Franse middelgrote bommenwerper van net voor de Tweede Wereldoorlog. Het was een tweemotorige eendekker met een driekoppige bemanning.
De Bloch MB.175 was een ontwikkeling van de Bloch MB.174, een verkenningsvliegtuig waarvan slechts 50 exemplaren werden gebouwd. De MB.174 kon slechts een geringe bommenlast vervoeren en om een grotere bommenlading te kunnen vervoeren werd een nieuwe centrale vleugelsectie ontworpen. De mitrailleurs in de vleugels moesten verder naar buiten geplaatst worden en de vleugeloppervlakte en spanwijdte werden iets vergroot. Verder was de MB.175 uiterlijk identiek aan de MB.174. De technische dienst van de luchtmacht (Service technique de l'Aéronautique) bestelde in 1939 meteen 820 exemplaren, later gevolgd door 90 MB.175A3 en 55 MB.175B3, plus 1072 MB.176 (die met Pratt & Whitney R-1830 Twin Wasp-motoren waren uitgerust). Er is waarschijnlijk een overlap tussen deze getallen en het totaal aantal bestelde exemplaren was wellicht niet meer dan 1137.
Het eerste prototype van de MB.175 vloog in december 1939 en vertoonde dezelfde gunstige vliegprestaties als de MB.174. Het type werd dan ook onmiddellijk in serieproductie genomen. Het prototype van de MB.176 was een omgebouwde MB.174 die reeds op 24 september 1939 vloog. De MB.176 bleek minder performant dan de MB.175 omwille van de minder krachtige motoren; de Gnome-Rhône-motoren van de MB.175 hadden 100 pk meer vermogen. De maximumsnelheid van de MB.176 was 470 km/u op 4.000 m hoogte, die van de MB.175 540 km/u. Toch werd de MB.176 ook in productie genomen om sneller meer toestellen in dienst te kunnen nemen (Gnome-Rhône leverde ook de motoren voor de Bloch MB.152, Amiot 351/354 en LeO 451).
Het eerste serie-exemplaar van de MB.175 vloog op 27 mei 1940; dat van de MB.176 in midden april. Tegen de wapenstilstand van 22 juni 1940 werden 23 MB.175 in dienst genomen. Rond de 200 exemplaren bevonden zich in diverse stadia van de productie op het moment dat de fabriek van SNCASO in Bordeaux geëvacueerd werd. De Duitse bezetter besloot om ze te voltooien voor eigen gebruik. Er werden uiteindelijk 56 exemplaren voltooid tussen oktober 1940 en juni 1941; de resterende motoren, motorkappen en bekabeling werd naar Messerschmitt gezonden om er gebruikt te worden voor de Messerschmitt Me 323. De Duitse MB.175s werden gebruikt voor opleidingen in de Fliegerführerschule; allicht niet al te lang vanwege het ontbreken van reservemotoren.

## MB.175T
Na de oorlog bestelde de Franse Aéronavale een torpedobommenwerperversie van de MB.175, de MB.175T. Er werden 80 exemplaren van gebouwd die een korte carrière hadden bij de Franse marinepiloten, van 1947 tot 1952. Ze werden vervangen door de Grumman TBF Avenger. Enkele exemplaren werden nog enkele jaren nadien gebruikt voor testdoeleinden. Het laatste exemplaar werd omstreeks 1960 buiten gebruik gesteld, deze vloog bij een vliegschool van de marine.